# Foothills 31, Alberta
Foothills 31, din provincia Alberta, Canada   este un district municipal situat sudic în Alberta. Districtul se află în Diviziunea de recensământ 6. El se întinde pe suprafața de 3,642.90 km2  și avea în anul 2011 o populație de 21,258 locuitori.
Cities Orașe
--
Towns Localități urbane
- Black Diamond
- High River
- Okotoks
- Turner Valley

Villages Sate
--
Summer villages Sate de vacanță
- Longview

Hamlets
- Aldersyde
- Blackie
- Cayley
- De Winton
- Heritage Pointe
- Millarville
- Priddis
- Priddis Greens

Hamlets, cătune
--
Așezări
- Alder Heights
- Aspen Creek Estates
- Azure
- Caravelle Estates
- Connemara
- De Winton Heights
- Eltham
- Gladys
- Hartell
- Kew
- Leduc Lynnwood Ranch
- Leisure Lake
- Mazeppa
- Naphtha
- Naptha
- Pekisko
- Pineridge Estates
- Rio Frio
- Royalties
- Sandstone
- Valleyview Acres

1. 1 2  Population and dwelling counts, for Canada, provinces and territories, and census subdivisions (municipalities), 2016 and 2011 censuses – 100% data (în engleză), 20 februarie 2019